# Mistrzostwa Świata w Półmaratonie 1997
6. Mistrzostwa Świata w Półmaratonie – zawody lekkoatletyczne, które odbyły się w Koszycach na Słowacji 4 października 1997 roku.

## Rezultaty

### Mężczyźni
|               | Złoto                                                  | Srebro                                                             | Brąz                                                      |
| Indywidualnie | Shem Kororia 59:56 CR                                  | Moses Tanui 59:58                                                  | Kenneth Cheruiyot 1:00:00                                 |
| Drużynowo     | Kenia · Shem Kororia · Moses Tanui · Kenneth Cheruiyot | Południowa Afryka · Hendrick Ramaala · Gert Thys · Makhosonke Fika | Etiopia · Abraham Assefa · Lemma Alemayehu · Tesfaye Tola |

### Kobiety
|               | Złoto                                                | Srebro                                                    | Brąz                                                  |
| Indywidualnie | Tegla Loroupe 1:08:14 CR                             | Cristina Pomacu 1:08:43                                   | Lidia Șimon 1:09:05                                   |
| Drużynowo     | Rumunia · Cristina Pomacu · Lidia Șimon · Nuta Olaru | Kenia · Tegla Loroupe · Joyce Chepchumba · Delilah Asiago | Japonia · Mari Sotani · Noriko Geji · Hiromi Katayama |